# Liquid funk
Liquid funk (también llamado Liquid drum and bass o simplemente Liquid) es un subgénero del drum and bass. Aunque utiliza similares líneas de bajo y patrones rítmicos comunes a otros subestilos del género, se enfoca hacia un sonido con mayor presencia de sonidos instrumentales (tanto sintetizados como orgánicos), armonías y atmósferas, produciendo un tipo de drum and bass melódico y relajado enfocado tanto para la pista de baile como para su escucha en otro entorno más tranquilo.

## Historia
El estilo se desarrolla desde, aproximadamente, el año 2000. Uno de los precursores del subgénero es el DJ y productor Fabio, al que se acredita la denominación del estilo. Ese año publicó un disco recopilatorio con el nombre "Liquid Funk". Se trataba de un tipo de drum and bass caracterizado por la fuerte influencia de la música disco y house, con un profuso uso de vocales. El estilo tardó en consolidarse, pero creció progresivamente ganando cada vez más popularidad, hasta alcanzar su cénit en torno a 2003-2004, convirtiéndose en uno de los subgéneros con un mayor éxito de ventas del drum and bass hacia 2005.  
Musicalmente, el estilo tiene un gran parecido con el Intelligent drum and bass que dominó la escena hacia la mitad de los años 90, si bien tiene ciertas diferencias, entre las que se encuentran sus influencias latinas así como el empleo de sonoridades típicas del jazz, frente al sonido más atmosférico, mental y ambient del intelligent drum and bass.

## Artistas significativos
- 4 Hero
- Alix Perez
- ARP Xp
- Aquasky
- Artificial Intelligence
- Bustre
- Bachelors Of Science
- Calibre
- Camo & Krooked
- Carlito
- Chase & Status
- CLS
- Commix
- Culture Shock
- Cyantific
- D.Kay
- Danny Byrd
- Decoy
- DJ Patife
- DJ Marky
- EZ Rollers
- Fabio
- Flatline
- High Contrast
- Kaleb
- Kasger
- Klute
- L.A.O.S.
- Logistics
- London Elektricity
- LTJ Bukem
- Makoto
- Mindstorm
- Mistabishi
- Mutt
- Netsky
- Nu:Tone
- Phorenzix
- Q Project
- Redeyes
- Rudimental
- Seba
- Shapeshifter
- Sigma
- SinKrono
- SKC
- Solid State
- Stabile
- The Insiders
- Total Science
- XRS
- Polygon
- Fred V
- Grafix
- Voicians
- Metrik
- Feint
- Maduk